# Roxolanos

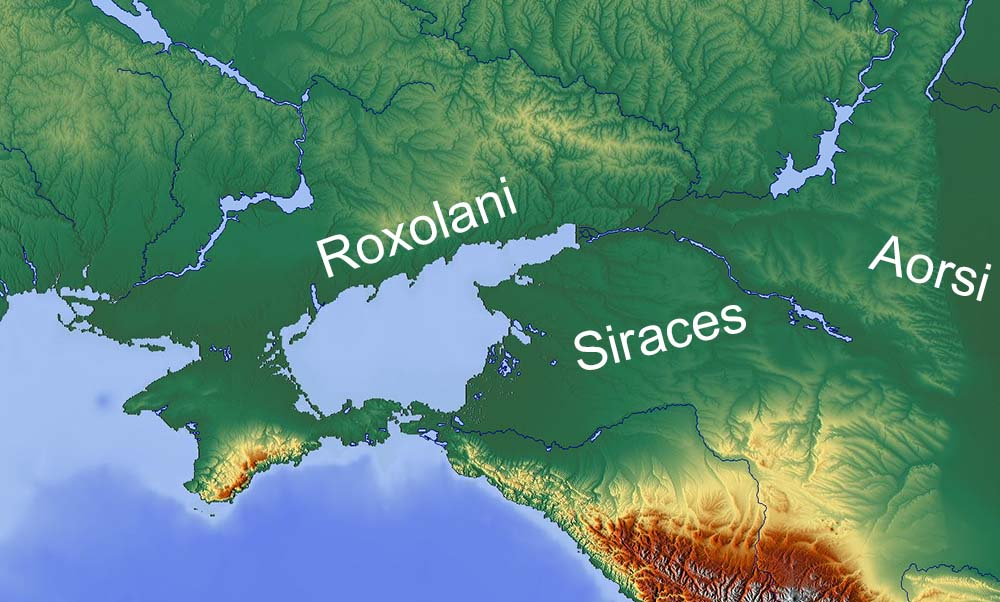
Território original dos roxolanos, ao norte do mar Negro

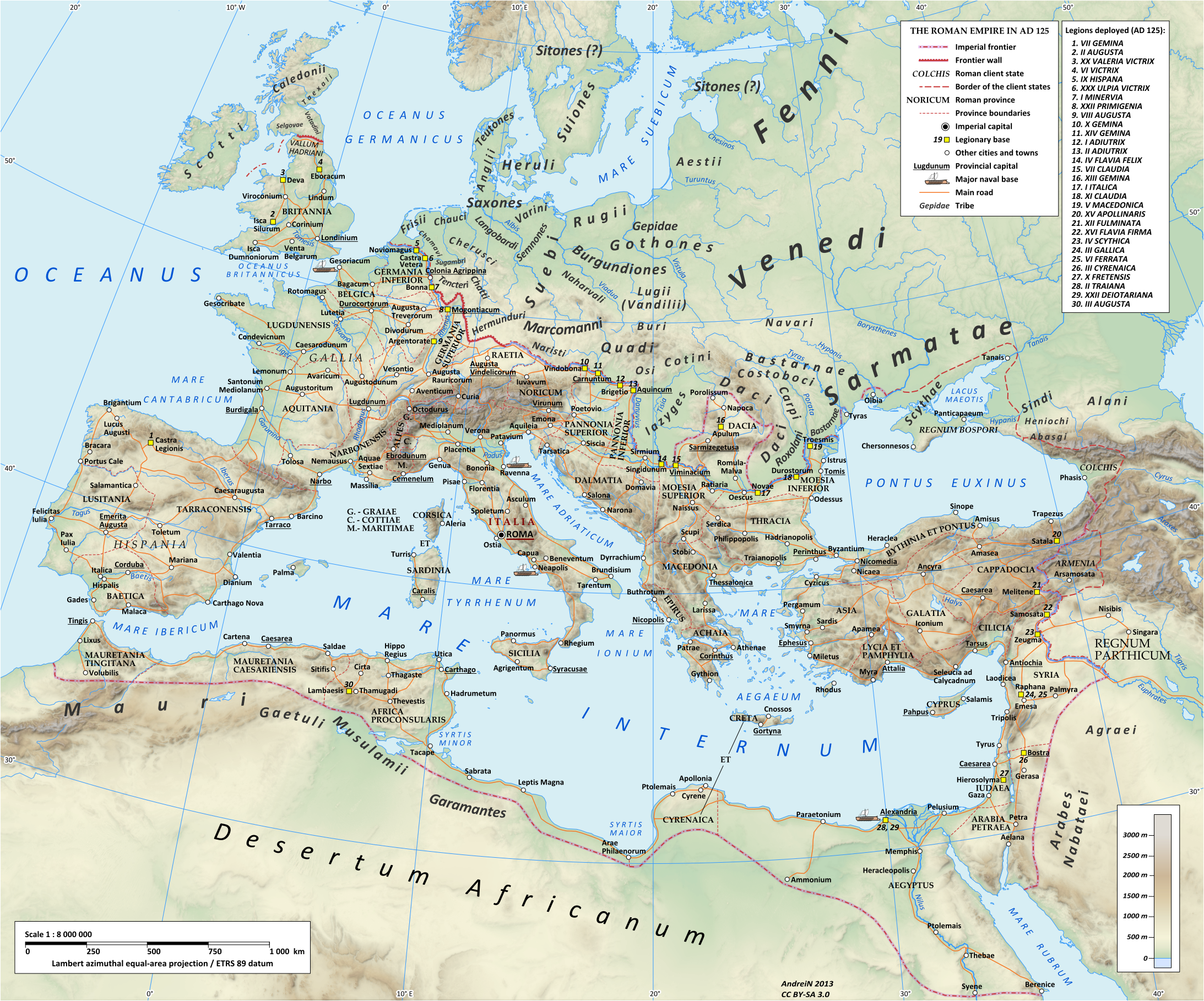
Território dos roxolanos em 125, já nas planícies da Romênia (centro direita, a oeste do Mar Negro)

Roxolanos (em latim: Roxolani) eram um povo sármata que acredita-se serem um ramo dos alanos, apesar de o historiador greco-romano Estrabão (final do século I a.C.–início do século I d.C.) afirmar que eles seriam o mais remoto dos povos citas, um povo de "moradores de carroças", ou seja, de "nômades".

## Etimologia
"Rux" nas línguas alanas significa "luz radiante" e, por isso, este etônimo pode ser compreendido como "alanos brilhantes". Já se teorizou que o termo "roxolani" seja a fusão de dois nomes tribais, "rus" e "alani", uma vez que os rus' eram muito ligados aos alanos durante o período sármata.
Jordanes (fl. 551) os chama de rosomones em  sua "Gética", um nome ligado à etimologia do etônimo "rus".

## Geografia
O primeiro registro de uma terra natal para os roxolanos é a região entre os rios Dom e Dniepre na moderna Rússia. Eles migraram no século I a.C. na direção do Danúbio para a região que é hoje as estepes de Baragan, na Romênia.

## História
Por volta de 100 a.C., os roxolanos invadiram a Crimeia liderados por seu rei Tásio para apoiar o comandante militar cita Palaco, mas foram derrotados pelo general Diofanto de Mitrídates VI do Ponto.
Em meados do século I, os roxolanos começaram as suas incursões através do Danúbio invadindo o território romano. Um destes raides, em 68-9 foi interceptado pela III Gallica e seus auxiliares, que destruíram uma força invasora de 9 000 cavaleiros roxolanos, atrapalhados por uma caravana de bagagens. Tácito descreve que o peso da armadura utilizada pelos "príncipes e pessoas mais distintas" tornou "difícil para os que eram derrubados por uma carga inimiga se levantarem novamente". A longa lança de duas mãos chamada "kontos"m a principal arma de combate dos sármatas, era inútil nestas condições. Os roxolanos se vingaram em 92, quando eles se juntaram aos dácios e destruíram completamente a XXI Rapax.
Durante a Campanha dácia de Trajano, os roxolanos se aliaram primeiro aos dácios, provendo-os com a maior parte de sua cavalaria, mas eles foram derrotados na primeira investida de 101-2. Os roxolanos aparentemente se mantiveram neutros na investida final de Trajano em 105-6, que terminou na destruição completa do Reino Dácio. A criação da província romana da Dácia levou o poder romano às portas do território roxolano. O imperador Adriano reforçou uma série de fortificações já existentes e construiu diversos fortes ao longo do Danúbio para manter os roxolano fora do território romano.
Posteriormente, Marco Aurélio também realizou campanhas contra os roxolanos ao longo da fronteira do Danúbio. Sabe-se que eles atacara a província da Panônia em 260. Logo depois, tropas roxolanas passaram a trabalhar em conjunto com o exército imperial romano.
Assim como outros povos sármatas, os roxolanos foram conquistados pelos hunos em meados do século IV e, posteriormente, alguns catafractários roxolanos se incorporaram ao Clã de Ostoja.

## Hipótese rus
Diversos historiadores russos antinormanistas, como Dmitri Ilovaiski, ligaram os roxolanos com os rus', que apareceram na Europa oriental uns quatro séculos depois do desaparecimento dos roxolanos. Estas teorias continuam muito populares na Rússia ainda hoje. A esposa de um sultão otomano do século XVI, Solimão, o Magnífico, era conhecida como Roxelana, um nome que indica sua origem eslava ucraniana. Da mesma forma, duas vilas na Macedônia do Norte chamam-se "Ros" e "Rosoman". Outra vila com exatamente o mesmo nome está na margem esquerda do rio Dniestre, Roksolany, no Oblast de Odessa.